# Дагеротипија
Дагеротипија је једна од првих врста слике у историји фотографије. Изумео ју је Луј Дагер, по чијем презимену је добила назив.
Ова техника је развијена након првих слика Нисефора Нијепса и била је, у Европи, у употреби око 20 година, од 1839. до око 1860, док је у Америци била популарна и две деценије доцније.

## Техника дагеротипије
Код дагеротипије слика се добија директно на посребреној бакарној плочи (дагеротипска плоча) када се ова у мраку изложи јодној пари. Тада на њеној површини настаје светлосно осетљиви сребро-јодид. Плоча се, даље, уноси у једноставну кутију са сочивом на једној страни, названу камера опскура. Након чега на њој настаје латентна, дакле још увек невидљива слика. Тада се плоча излаже пари живог сребра док слика не постане видљива (цео поступак се обавља у мраку), потом се фиксира у раствору сумпор-диоксида ({\displaystyle SO_{2}}).
Таква слика била је врло осетљива на додир, посебно на гребање, па је премазивана златом и хлором ради заштите и већег контраста.
Због природе добијања дагеротипске слике, која нема негатив (за разлику од, нпр. наредног поступка, талботипије, који има) умножавање није било могуће, па је свака дагеротипија оригинал.

## Дагеротипија у Србији
Прву дагеротипију у Србији је направио трговац Димитрије Новаковић 1840, коме зато с правом припада наслов пионира фотографије и првог српског фотографа. Технику дагеротипије он је научио за време свог пословног боравка у Паризу, 1839. примивши та знања од самог изумитеља Луја Дагера и његових сарадника, који је, у намери да промовише свој проналазак, држао курсеве за заинтересоване грађане. У својој "Аутобиографији" Анастас Јовановић је навео да је он дагеротиписао кнеза Михаила 1841, али да "дагеротипија није особито добро успела". Већ средином те деценије, у Србији су се појавили и страни, тзв. путујући дагеротиписти.